# Bozzetto (art)
Pour les articles homonymes, voir Bozzetto.

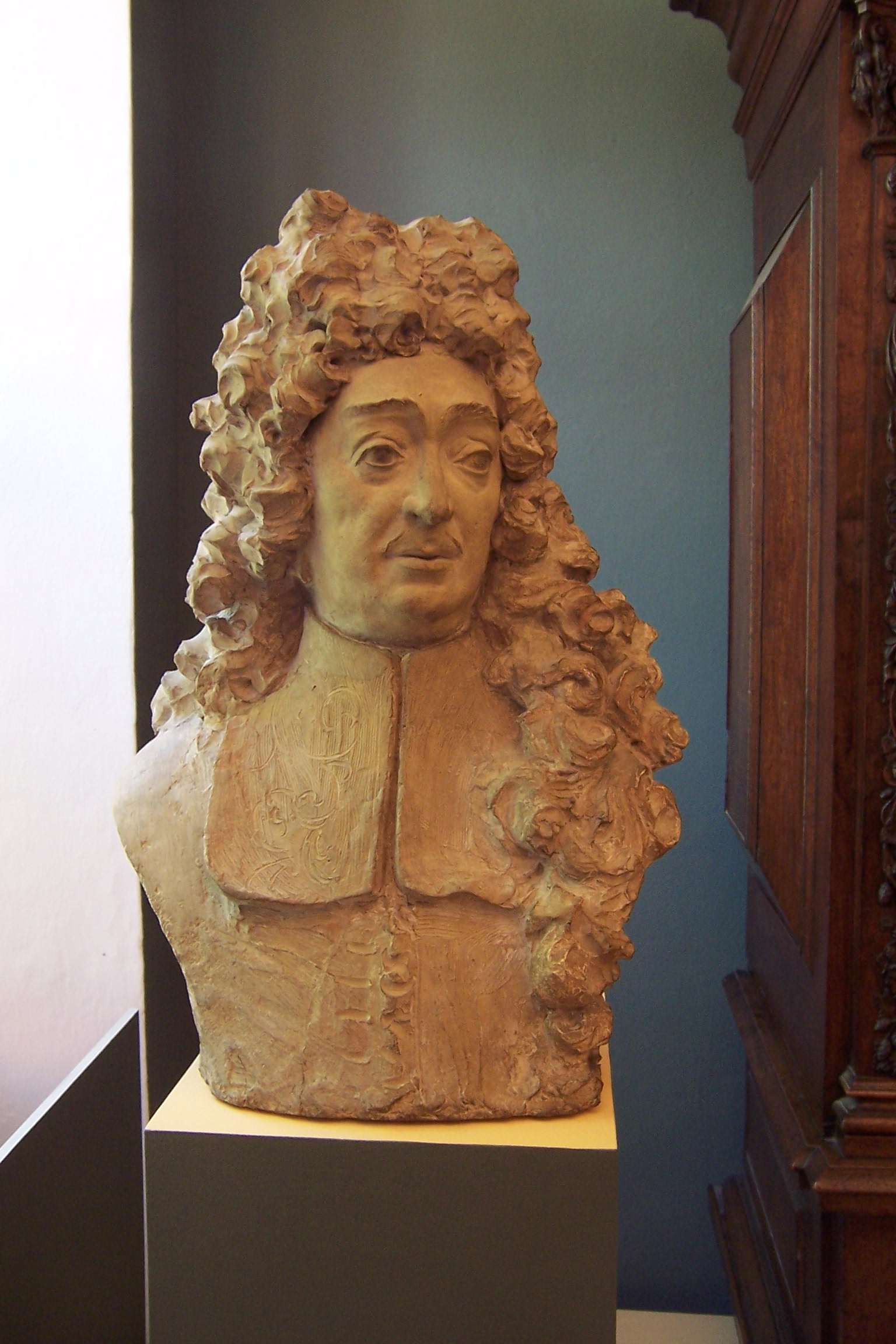
Thomas Quellinus : bozzetto pour le buste de Thomas Fredenhagen.

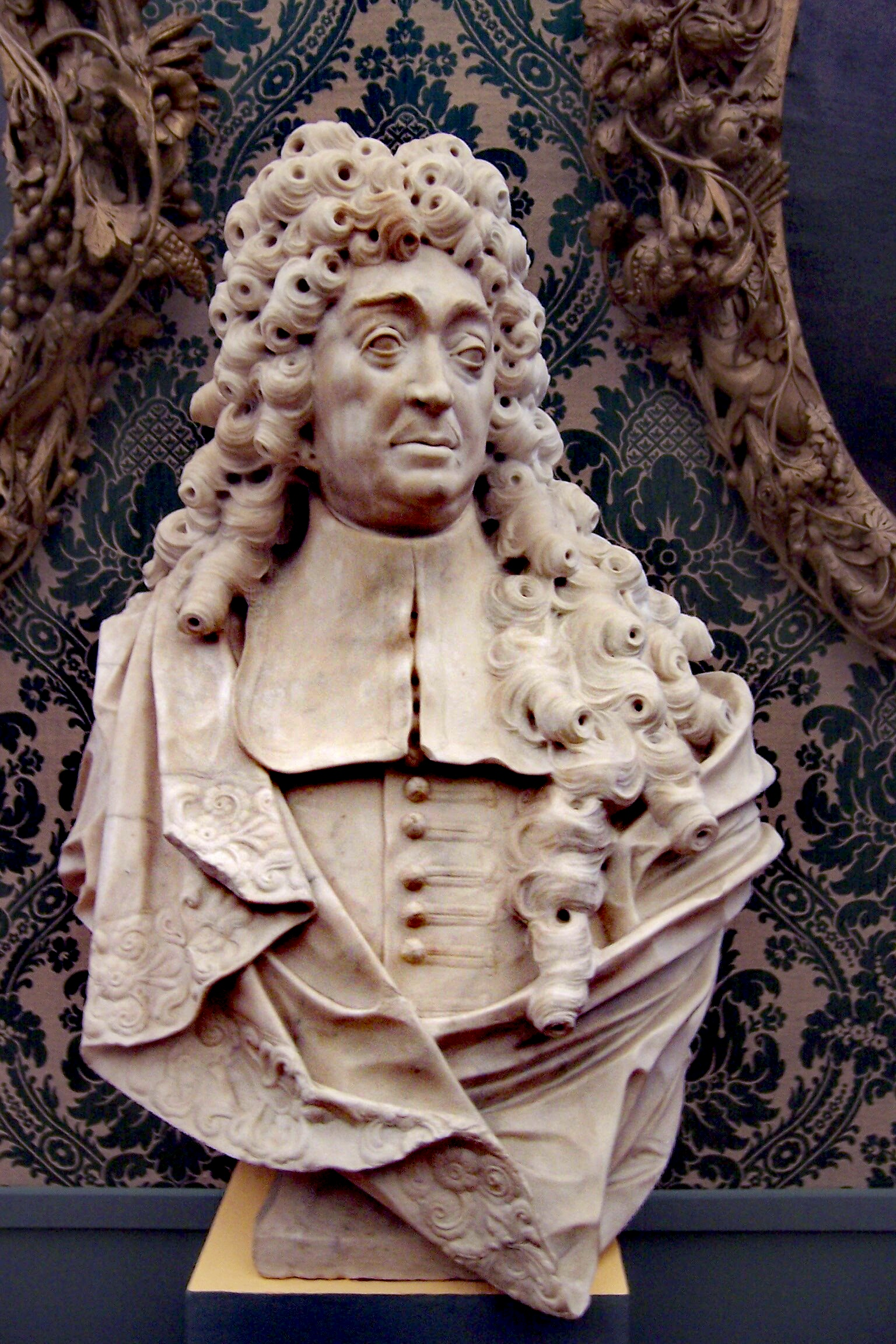
Buste exécuté de Thomas Fredenhagen (1697).

Un bozzetto (italien pour croquis, brouillon) est un premier modèle sommaire pour une figure ou une sculpture. 
Les bozzetti sont faits de matériaux faciles à travailler, généralement de l'argile, du plâtre ou de la cire, plus rarement du bois. Le bozzetto était une étape préliminaire importante dans le test des changements et des étapes de travail en raison des matériaux difficiles à traiter du travail final. Cependant, cela a également permis au client de faire des demandes de modifications. Un bozzetto révèle souvent plus l'intention originale de l'artiste que l'objet d'art réalisé par la suite en raison des demandes de changement du client. 
Les bozzetti étaient principalement utilisés en sculpture. Mais les peintres italiens ont également utilisé des modèles tridimensionnels pour tester l'incidence de la lumière et des ombres ou pour examiner la disposition des figures dans un projet de peinture. 
Les croquis à l'huile, par exemple comme dessins pour des fresques de plafond baroques, sont également appelés bozzetto en italien. Les termes esquisse, ébauche ou étude sont également utilisés. 